# El Cepillo, Chiconamel
El Cepillo är en ort i Mexiko.   Den ligger i kommunen Chiconamel och delstaten Veracruz, i den sydöstra delen av landet, 220 km norr om huvudstaden Mexico City. El Cepillo ligger 92 meter över havet och antalet invånare är 192.
Terrängen runt El Cepillo är huvudsakligen platt, men söderut är den kuperad. Terrängen runt El Cepillo sluttar norrut. Runt El Cepillo är det ganska tätbefolkat, med 129 invånare per kvadratkilometer. Närmaste större samhälle är Huejutla de Reyes, 18,4 km söder om El Cepillo. Omgivningarna runt El Cepillo är en mosaik av jordbruksmark och naturlig växtlighet.